# ال‌اچ‌اس ۱۱۴۰بی
ال‌اچ‌اس ۱۱۴۰بی (انگلیسی: LHS 1140 b) یک سیاره فراخورشیدی است که در منطقه قابل سکونت کوتوله سرخ ال‌اچ‌اس ۱۱۴۰ می‌چرخد. این سیاره در سال ۲۰۱۷ توسط پروژه میرت (MEarth) کشف شد.با شعاعی حدود ۷۰درصد بزرگ‌تر ال‌اچ‌اس ۱۱۴۰بی در رده سیاره‌های ابرزمین قرار می‌گیرد. در ابتدا تصور می‌شد که این یک سیاره سنگی متراکم است، اما با توجه به اندازه‌گیری‌های محاسبه شده از جرم و شعاع آن چگالی کمتری پیدا کرده است که نشان می‌دهد احتمالاً یک دنیای اقیانوسی است که ۹ تا ۱۹ درصد جرم آن از آب تشکیل شده است. ال‌اچ‌اس ۱۱۴۰بی به‌طور کامل در منطقهٔ قابل سکونت ستاره می‌چرخد و ۴۳ درصد شار فرودی زمین را دریافت می‌کند. این سیاره ۴۹ سال نوری از ما فاصله دارد و با گذر از برابر ستارهٔ خود ، آن را به یک نامزد عالی برای مطالعات جوی با تلسکوپ‌های زمینی و/یا فضایی تبدیل می‌کند.